# Bistum Dubrovnik

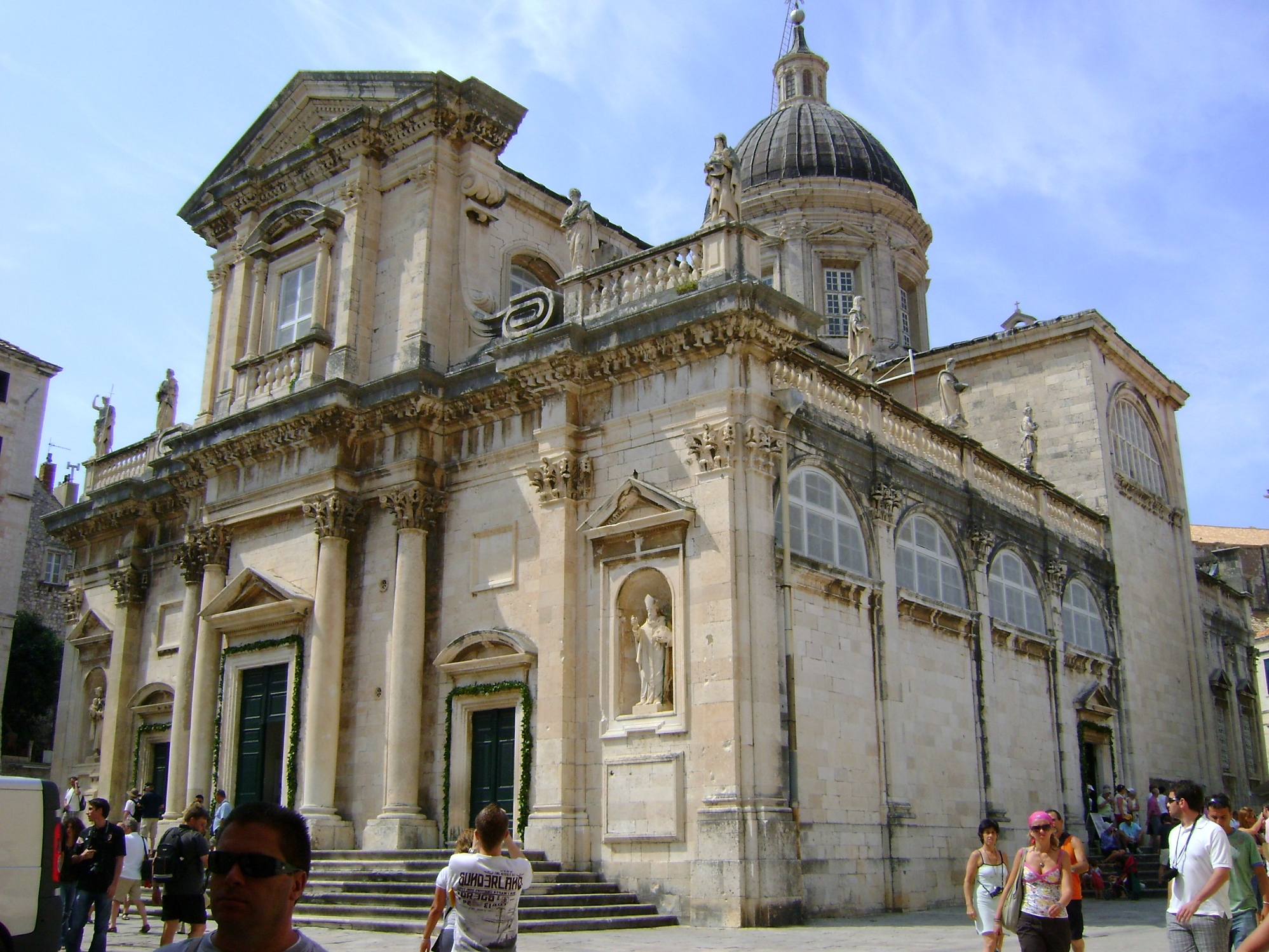
Kathedrale von Dubrovnik

Das Bistum Dubrovnik (kroat.: Dubrovačka biskupija; lat.: Dioecesis Ragusina) ist ein römisch-katholisches Bistum in Kroatien. Es ist als Suffraganbistum dem Erzbistum Split-Makarska unterstellt. Schutzpatron des Bistums Dubrovnik ist seit dem Jahre 972 der Heilige Blasius.

## Geschichte
Das Bistum Dubrovnik geht auf den antiken Bischofssitz von Epidauros (heute Cavtat) in der Provinz Dalmatia zurück. Die ersten Christen in der Region sollen der Tradition nach im 1. Jahrhundert von Titus, einem Gefährten des Apostels Paulus missioniert worden sein.
Durch die Einfälle der Awaren und Slawen sowie die spätere Ansiedlung der noch heidnischen Slawen auf dem Balkan sind viele antike Bistümer der Region untergegangen. Epidaurus wurde 639 von den Awaren zerstört. Der damalige Bischof Johannes flüchtete mit der Bevölkerung in das Gebiet von Ragusa. 990 wurde dort ein neues Bistum gegründet. Dieser Bischofssitz erhielt 1120 von Papst Calixt II. den Status eines Erzbistums. Als Suffragane wurden Ragusa die Bistümer Trebinje (heute Trebinje-Mrkan), Kotor und einige weitere Bistümer in Dioclea zugewiesen. Später kam noch das innerbosnische Bistum Vrh Bosna hinzu.
Bis 1205 war das Gebiet des Bistums Dubrovnik unter byzantinischer, von da an bis 1358 unter venezianischer Hoheit. Daraufhin bis 1808, also 450 Jahre lang, war es das Landesbistum der unabhängigen Republik Ragusa. Die Päpste förderten die Diözese im Mittelalter in unterschiedlichem Maße, nicht zuletzt weil sie damit die katholische Position in den Auseinandersetzungen mit der bosnischen Kirche und den Bogumilen in Bosnien stärken wollten. Gleichzeitig trachteten sie danach, in der Zeta den katholischen Einfluss auszuweiten. Später trat der Kampf gegen die Osmanen in den Vordergrund.
Vom päpstlichen Wohlwollen für die Diözese zeugen verschiedene Schenkungen und Stiftungen: Zum Beispiel hatte Papst Benedikt XI. (1303–1304) den Ragusanern beim Bau der Dominikanerkirche geholfen. Papst Paul III. (1536–1549) erteilte den Auftrag zum Bau des Domus-Christi Hospizes. Papst Pius V. (1556–1573) entsandte den Baumeister Suporoso Mattenucci nach Ragusa, um die Stadtmauern gegen die Osmanen zu befestigen. Papst Pius II. (1458–1464) stand der Bevölkerung von Ragusa in ihrer Verteidigung gegen die Osmanen bei, indem er ihnen nicht nur materielle Unterstützung für den Bau der Festung Revetin zukommen ließ, er schickte sogar seine Leibgarde zur Hilfe.
Pius II. wollte sogar selbst nach Ragusa kommen; er erkrankte aber auf dem Weg dorthin und starb im Mai 1464 in Ancona. In diesem Zusammenhang erwähnenswert ist, dass ein Dokument des Senats von Ragusa vom 23. Mai 1464 erhalten ist, wo genau aufgelistet steht, was zum Empfang dieses „erhabenen“ Gastes und seines Gefolges in der Stadt und der ganzen Republik zu tun ist.
Infolge der Auflösung der Republik und des Übergangs Dalmatiens an die Habsburgermonarchie wurden nach 1815 die Bistümer der Region vom Hl. Stuhl neu eingeteilt (päpstliche Bulle „Locum beati Petri“ vom 30. Juni 1828). Seitdem ist Dubrovnik kein Erzbistum mehr und der Kirchenprovinz Split-Makarska zugeordnet. Es umfasst seitdem auch die ehemaligen Bistümer Ston und Korčula.
Während des Kroatienkrieges war das Gebiet des Bistums Dubrovnik zur Hälfte von jugoslawischen beziehungsweise serbischen Kräften besetzt. 31,6 % Prozent der sakralen Bauwerke des Bistums Dubrovnik wurden zerstört oder stark beschädigt.